# Смоленский государственный медицинский университет
Смоленский государственный медицинский университет — учреждение, расположенное в городе Смоленск.
Ранее:
- Смоленский государственный медицинский институт (СГМИ)
- Смоленская государственная медицинская академия (СГМА)

## История
Проблема недостатка врачей обострилась в связи с Первой мировой войной и Гражданской войной, последствиями революционных событий 1917 года. К началу 1920 года, когда гражданская война приближалась к концу, только на Восточном фронте погибло от 30 до 80 % медицинского персонала. Кроме того, из 10 с небольшим тысяч врачей, находящихся на военно-санитарной службе, переболело сыпным тифом более 4 тысяч, из них умерло — более 800.
Положение Смоленской губернии с 1914 по 1920 годы оставалось крайне тяжелым. Кроме продовольственных, топливных, транспортных проблем большую угрозу представляли эпидемии сыпного и брюшного тифа, сифилиса и других инфекционных заболеваний. Усугубилась проблема недостатка медицинских, в особенности врачебных, кадров. С осени 1917 года здесь, вначале на добровольных началах, а затем и в связи с принятием в октябре 1918 года декрета о всеобщей воинской повинности, началась массовая мобилизация населения в Красную Армию. Четыре такие мобилизации на протяжении 1918—1920 года привели к тому, что учреждения здравоохранения остались практически без врачей.
На протяжении 1919 года продолжалась подготовительная работа по открытию только медицинского факультета, поиск для него профессорско-преподавательских кадров.

### Создание института
- 4 апреля 1920 года Наркомат здравоохранения РСФСР принял решение организовать медицинский факультет в составе Смоленского государственного университета.
- 8 августа 1924 года постановлением Совнаркома медицинский факультет СГУ был включен в сеть вузов страны. В декабре того же года он был переведён на государственное финансирование и стал Смоленским Государственным Медицинским Институтом.

В 1941 году СГМИ стал одним из крупнейших медицинских вузов страны. На двух факультетах (лечебном и педиатрическом) обучалось более 2 600 студентов. На базе СГМИ работал Смоленский стоматологический институт, созданный в 1936 году.

### Институт во времяВеликой Отечественной войны (1941—1945)
Начало Великой Отечественной войны изменило деятельность института. Последний предвоенный 21-й выпуск врачей состоялся уже в горящем от налетов вражеской авиации городе. В начале июля 1941 года оборудование удалось эвакуировать в Саратов и сохранить в Саратовском медицинском институте. Многие сотрудники были эвакуированы и продолжали работать в тылу, оказывая медицинскую помощь в госпиталях, преподавая в других медицинских вузах страны. В честь памяти погибших в годы Великой Отечественной войны в октябре 1967 года на территории СГМИ был открыт памятник-обелиск, возведенный на средства коллектива института.
Смоленск был освобожден 25 сентября 1943 года. После отступления гитлеровских войск город лежал в руинах. Более 90 % зданий в нём были разрушены. Но уже 29 октября 1943 года было принято постановление Совнаркома СССР о восстановлении Смоленского медицинского института. 13 ноября 1943 года был подписан приказ Комитета по делам высшей школы при Совнаркоме СССР и Наркомздрава РСФСР о начале восстановления института с 1 января 1944 года, утвержден план приема на 1 курс в 1944 году.

#### Создание СГМА
Приказом № 586 от 15 июня 1994 года Государственный комитет Российской Федерации по высшему образованию преобразовал Смоленский Государственный Медицинский Институт в Смоленскую Государственную Медицинскую Академию.

#### Создание СГМУ
В соответствии с приказом Министра здравоохранения Российской Федерации о внесении изменений в Устав академии от 16 февраля 2015 года № 56 Смоленская Государственная Медицинская Академия переименована в Смоленский Государственный Медицинский Университет.

### Факультеты
Университет имеет в своем составе Центр довузовского обучения и 8 факультетов:
1. Лечебный
2. Педиатрический
3. Стоматологический факультет
4. Фармацевтический факультет
5. Психолого-социальный факультет
6. Факультет медико-биологического и гуманитарного образования
7. Факультет иностранных учащихся
8. Факультет повышения квалификации и профессиональной переподготовки специалистов